# Casa de Josep Serdà i Vallès
Casa de Josep Serdà i Vallès és un edifici al municipi de Vilafranca del Penedès inclòs a l'Inventari del Patrimoni Arquitectònic de Catalunya. Fa cantonada al carrer Consellers. Les seves característiques formals corresponen a l'eclecticisme. L'edifici és a la zona d'eixample vuitcentista, en contacte amb el nucli de la Plaça de la Vila i les voltes del carrer de la Cort. La Casa de Josep Serdà i Vallès va ser construïda l'any 1900, d'acord amb el projecte signat per l'arquitecte Santiago Güell el 30 de setembre i aprovat per l'Ajuntament el 9 d'octubre d'aquell mateix any. És una casa entre mitgeres que fa cantonada i es compon de planta baixa, dos pisos i terrat. És interessant l'ordenació d'obertures a la façana, amb balcó corregut en angle al primer pis.